# Cannon (Mondkrater)
Cannon  ist ein Mondkrater in der nördlichen Hemisphäre nahe dem Mare Marginis.
| Buchstabe | Position           | Durchmesser | Link |
| --------- | ------------------ | ----------- | ---- |
| B         | 17,5° N, 80° O     | 39 km       |      |
| E         | 19,18° N, 78,89° O | 23 km       |      |